# 1993년 런던 영화 비평가 협회상
제14회 런던 영화 비평가 협회상의 시상식에 관한 내용이다.

## 수상 및 후보

### 작품상
- 피아노

### 외국어영화상
- 금지된 사랑

### 감독상
- 남아있는 나날 - 제임스 아이버리 수상

### 작가상
- 사랑의 블랙홀 - 대니 루빈, 해롤드 래미스 수상

### 여우주연상
- 피아노 - 홀리 헌터 수상

### 남우주연상
- 남아있는 나날 - 안소니 홉킨스 수상

### 영국감독상
- KEN LOACH 수상

### 영국여우주연상
- 데미지 - 미란다 리처드슨 수상

### 영국남우주연상
- 네이키드 - 데이빗 듈리스 수상

### 영국작가상
- 스내퍼 - 로디 도일 수상

### 영국제작자상
- 헛소동 - 케네스 브래너 수상

### 영국기술공헌상
- 아담스 패밀리 2 - 켄 애덤 수상

### 영국신인상
- 세상에서 가장 운 나쁜 사나이 - 게리 시니어, VADIM JEAN 수상

### 신인상
- 저수지의 개들 - 쿠엔틴 타란티노 수상

### 특별상
- 케이트 마벌리 수상

### 애튼보로우 상
- 남아있는 나날

### 딜리스 파웰상
- 크리스토퍼 리 수상